# Шубінське
Шубінське (рос. Шубинское) — село у Барабінському районі Новосибірської області Російської Федерації.
Входить до складу муніципального утворення Шубінська сільрада. Населення становить 519 осіб (2010).

## Історія
Згідно із законом від 2 червня 2004 року органом місцевого самоврядування є Шубінська сільрада.

## Населення
| 2002 | 2007 | 2010 |
| ---- | ---- | ---- |
| 616  | ↘591 | ↘519 |